# 1990 QA4
1990 QA4 är en asteroid i huvudbältet som upptäcktes den 23 augusti 1990 av den amerikanske astronomen Henry E. Holt vid Palomarobservatoriet.
Asteroiden har en diameter på ungefär 7 kilometer.